# Alfred-Ernest Babut
Pour les articles homonymes, voir Babut.
Pour l'historien, voir Ernest Babut.
Alfred-Ernest Babut, né le 2 janvier 1878 à Sedan en France et mort le 5 juin 1962 à Ambérieu-en-Bugey, est un journaliste français. Militant de la Ligue des droits de l'homme et socialiste internationaliste, il fait partie des personnalités progressistes de l’Indochine des années 1920.
Luttant depuis les premiers moments de son arrivée en Indochine contre les abus de la colonisation, ami de Paul Monin, de Phan Châu Trinh et de Nguyen Ai Quoc (Ho Chi Minh), il devient peu à peu partisan de l'indépendance du Vietnam. 

## Biographie
Alfred-Ernest Babut est né à Sedan, en 1878. Il est le fils de Marie Louise Mélanie Chapus, repasseuse, et d’Augustin Léger Alfred Babut, non mariés. Il est reconnu par son père six ans plus tard, le 29 janvier 1884
Arrivé en Cochinchine comme militaire en 1899, il manifeste vite son esprit d’indépendance, ce qui lui vaut, après de multiples punitions, d’être envoyé dans une compagnie disciplinaire. Rendu à la vie civile, il est employé à Saïgon dans un modeste poste aux Messageries fluviales, la compagnie de transport de l'ancien colonel Fernand Bernard. En 1902, il se rend au Tonkin où il devient journaliste dans divers journaux, notamment La Tribune tonkinoise.

### Défense de Phan Chau Trinh
À Hanoï, Ernest Babut vit avec une femme du pays. Parlant couramment le vietnamien, il est le témoin critique du comportement de morgue et de brutalité de certains coloniaux. Il se lie d'amitié avec des membres de l'intelligentsia annamite qui cherchent à obtenir les droits démocratiques dont la France est fière mais qu'elle refuse à ses «protégés». Parmi ces amis, le mandarin lettré Phan Châu Trinh acquiert une certaine célébrité lorsqu'il adresse au gouverneur général de l'Indochine, Paul Beau, une lettre ouverte qui sera publiée dans le Bulletin de l’École française d’Extrême-Orient et reprise par le grand quotidien parisien, Le Temps. Babut reçoit l'appui de Beau qui est un libéral. Son journal bénéficie ainsi d'abonnements administratifs qui subventionnent sa diffusion. Mais le successeur de Beau, Antony Klobukowski estime que Babut est un dangereux idéologue. D'un entretien qu'il a eu avec Babut, le gouverneur général tire la conclusion suivante qu'il communique au ministre des Colonies: : « De sa conversation, j’ai retenu cette impression que j’avais affaire à un idéologue épris de vague théorie humanitaire et d’émancipation sociale et j’eus le sentiments qu’il y avait eu quelque imprudence à pourvoir ce publiciste d’un moyen de propagande en quelque sorte officiel de nature à jeter le trouble dans les esprits mal préparés. ».
Lors des grandes manifestations de 1908, au cours desquelles des dizaines de milliers de paysans manifestent contre les abus en matière d'impôt, Phan Châu Trinh est arrêté et condamné à mort par les autorités mandarinales dévouées à l'administration coloniale. Babut intervient avec la Ligue des droits de l'homme pour sauver celui qu'il considère comme son ami. La condamnation de Phan Châu Trinh est commuée en un emprisonnement au bagne de Poulo Condor puis en un exil en France,,,.
Après un bref séjour en métropole, Babut repart en Indochine en 1909. Bénéficiant du soutien d’Albert Sarraut, il obtient une licence pour exploiter un poste de vendeur d’alcool en Annam. En 1911, il est ainsi débitant général des alcools indigènes en Annam, dans le Nghe-An, à Ben-Thuy (Vinh).
Le 1er mai 1917, Babut se marie avec sa compagne, à Hanoï, puis  part d'Indochine pour se battre en France. Rejoignant une école d’officiers, il devient aspirant au 52e colonial. Il combat courageusement dans les tranchées. Fait prisonnier, il passe les derniers mois de la guerre en Allemagne.   

### Séjour en France
Démobilisé, il demeure à Paris où il reprend contact avec son ami Phan Chu Trinh. Il fréquente alors divers hommes politiques de gauche comme Albert Thomas, André Berthon, Paul Painlevé, Jean Longuet, Victor Bach, et Marius Moutet. Il fait connaissance avec le futur Ho Chi Minh qui a pris à cette époque le nom de Nguyen Ai Quoc. Comme tous les progressistes venus des colonies, il est soumis à une étroite surveillance policière. Appuyé par un riche Vietnamien de Saïgon, Nguyen Phu khai, il crée et dirige à Paris un journal qui a pour titre La Tribune annamite,. Ce journal n'est pas vendu en kiosque mais seulement par abonnements. Il ne tarde du reste pas à rencontrer de multiples difficultés. Babut se plaint : « Depuis que La Tribune existe, c'est sur moi seul qu'en pèse tout le poids moral et matériel. J'y ai dépensé déjà 30 000 francs, et comme je ne suis pas Crésus, quand la caisse a été vide, j'ai dû m'arrêter. »
Babut n’est pas un homme de parti. Esprit éminemment indépendant, il est difficilement classable politiquement. Néanmoins en janvier 1921, son nom figure dans la liste des souscripteurs pour le développement du Parti socialiste (SFIC), liste parue  dans L’Humanité du 1er janvier 1921.

### Retour en Indochine
Revenu en Indochine en mai 1922, Babut dirige à Saïgon le journal Le Courrier saïgonnais, où il manifeste un sens critique acéré, non seulement contre l'administration coloniale mais également parfois contre des hommes dont il pourrait être proche comme Paul Monin ou Edgar Ganowski. Mais il se réconcilie rapidement avec ces derniers, car il partage avec eux une attitude de solidarité active avec les Annamites, notamment lorsqu'il combat le projet de monopole du transport fluvial du port de Saïgon–Cholon de l'ingénieur Candelier, au service de l'homme d'affaires Octave Homberg. Grâce à la campagne de presse à laquelle Babut participe activement, le projet Candelier sera finalement repoussé.
En 1924, lors de la campagne électorale des législatives à Saïgon, Babut soutient Monin contre le député sortant, Ernest Outrey. Sans succès, puisque Monin n’est pas élu et que Outrey remporte l’élection.
Babut part au Tonkin avant la fin de 1924. Monin et lui resteront amis mais ils n’auront guère l’occasion de se revoir.  Du fait de ce départ, André Malraux et sa femme Clara ne feront pas sa connaissance lorsqu’ils créent L’Indochine avec Paul Monin. 
Babut s’exprime dans différents journaux, notamment la Revue du Pacifique, où il plaide pour une préparation progressive des Annamites à l’indépendance de leur pays.  En 1929 à Hanoï, Babut décide d’avoir son propre journal, la Revue Franco-Annamite, bimensuel qui traite des questions de politique indigène en Indochine et se veut un outil du rapprochement entre Français et Annamites.
À partir de 1930, juste après la mutinerie de Yên Bái (révolte des tirailleurs tonkinois contre leurs officiers européens), Babut publie un journal, Librement socialiste, qui, par ses prises de position libérales le met en porte-à-faux avec l’essentiel du milieu colonial. Il est ainsi expulsé de la loge maçonnique du Grand-Orient de France, dont il était membre. Babut cependant ne rompt pas pour autant avec les autorités coloniales. Il montre parfois une aptitude au compromis quelque peu surprenante. Comme lorsqu'il affiche une  déférence appuyée au résident supérieur du Tonkin, Robin, à un moment où ce dernier mène d’une main de fer une politique de répression particulièrement implacable contre les nationalistes vietnamiens.

### Babut sous le régime de Decoux
Durant la guerre, sous l’administration de l'amiral Decoux, Babut est traité comme un paria. Il est arrêté avec sa femme et reste prisonnier durant trois ans. « Je suis sorti de la guerre, dira-t-il, complètement ruiné, ayant perdu mes deux maisons avec tout ce qu’elles contenaient, meubles, linge, effets, ma bibliothèque de grande valeur »[réf. nécessaire].
L'arrivée des gaullistes en Indochine n'améliore pas sensiblement sa situation, car on le considère comme un ami d'Ho Chi Minh. « Les moins enragés voulaient me prendre, me faire raser les cheveux et couper la moustache et, après qu’ils m’auraient fait subir cette toilette fasciste, me promener dans les rues de Hanoï avec un écriteau dans le dos. Le gouvernement eut peur pour ma vie et c’est l’Amiral d’Argenlieu qui me fit conseiller de quitter le Tonkin, m’offrant l’hospitalité dans une de ses villas du Haut-Commissariat à Dalat. ».

### Décès
Babut rentre en France en 1959. Il meurt à Ambérieu-en-Bugey en 1962.

## Publications
- Le métis franco-annamite, Hanoï, 1907[14]
- « L'affaire Phan chu Chinh », La Grande revue,‎ 25 novembre 1909[15]
- « Ho Chi Minh affirme qu'il pourra tenir dix ans », Combat,‎ 27 septembre 1948[16]